# Tân Đức, Phú Bình
Tân Đức là một trong các xã của huyện Phú Bình, tỉnh Thái Nguyên, Việt Nam.

## Địa lý
Xã Tân Đức nằm ở phía đông nam huyện Phú Bình, có vị trí địa lý:
- Phía đông giáp tỉnh Bắc Giang
- Phía tây giáp xã Lương Phú và xã Tân Hòa
- Phía nam giáp xã Dương Thành và xã Thanh Ninh
- Phía bắc giáp xã Tân Hòa.

Xã Tân Đức có diện tích 10,69 km², dân số năm 1999 là 7.870 người, mật độ dân số đạt 736 người/km².
Xã có sông Đào, con sông do thực dân Pháp huy động nhân dân trong vùng đào để chuyên chở hàng hóa, chảy qua.

## Hành chính
Xã Tân Đức được chia thành 17 xóm: Quẫn, Ngò Thái, Lũa, Ngọc Sơn, Tân Lập, Tân Ngọc, Ngọc Lý, Vàng, Trại Vàng, Phúc Thịnh, Lềnh, Quại, Diễu Cầu, Diễu, Ngoài, Viên, Tân Thịnh.

## Kinh tế - xã hội
Tân Đức là một xã trung du (khu vực 1) thuộc vùng Ngũ Tân (Tân Đức, Tân Hòa, Tân Thành, Tân Kim và Tân Khánh) của huyện Phú Bình.
Xã có làng nghề mây tre đan Ngọc Lý, có vùng chuyên trồng rau củ quả ở các xóm Trại Vàng, Lềnh, Quại...